# Maison Poltanov
La Maison Poltanov (Дом М. А. Полтанова) est un édifice de Nijni Novgorod en Russie inscrit au patrimoine architectural, situé dans le centre historique de la ville, rue Ilinskaïa. Il a été construit en 1843-1846 selon les plans de l'architecte de la ville, Georg Kiesewetter.
Cette demeure est l'un des meilleurs exemples de l'architecture néo-classique russe de la ville.

## Histoire
En 1842, le marchand de la 3e guilde, Mikhaïl Andreïevitch Poltanov, commande une demeure de pierre à un étage à l'architecte Kiesewetter, à l'angle de la rue Ilinskaïa (de Saint-Élie) et de la rue Voznessenskaïa (de l'Ascension). Les plans des façades sont approuvés le 26 mars 1843 par la commission de construction de Nijny Novgorod et envoyés à Saint-Pétersbourg, où ils sont approuvés le 15 avril suivant par le commandant en chef des voies de communication, P.A. Kleinmichel. Kiesewetter dirige lui-même.

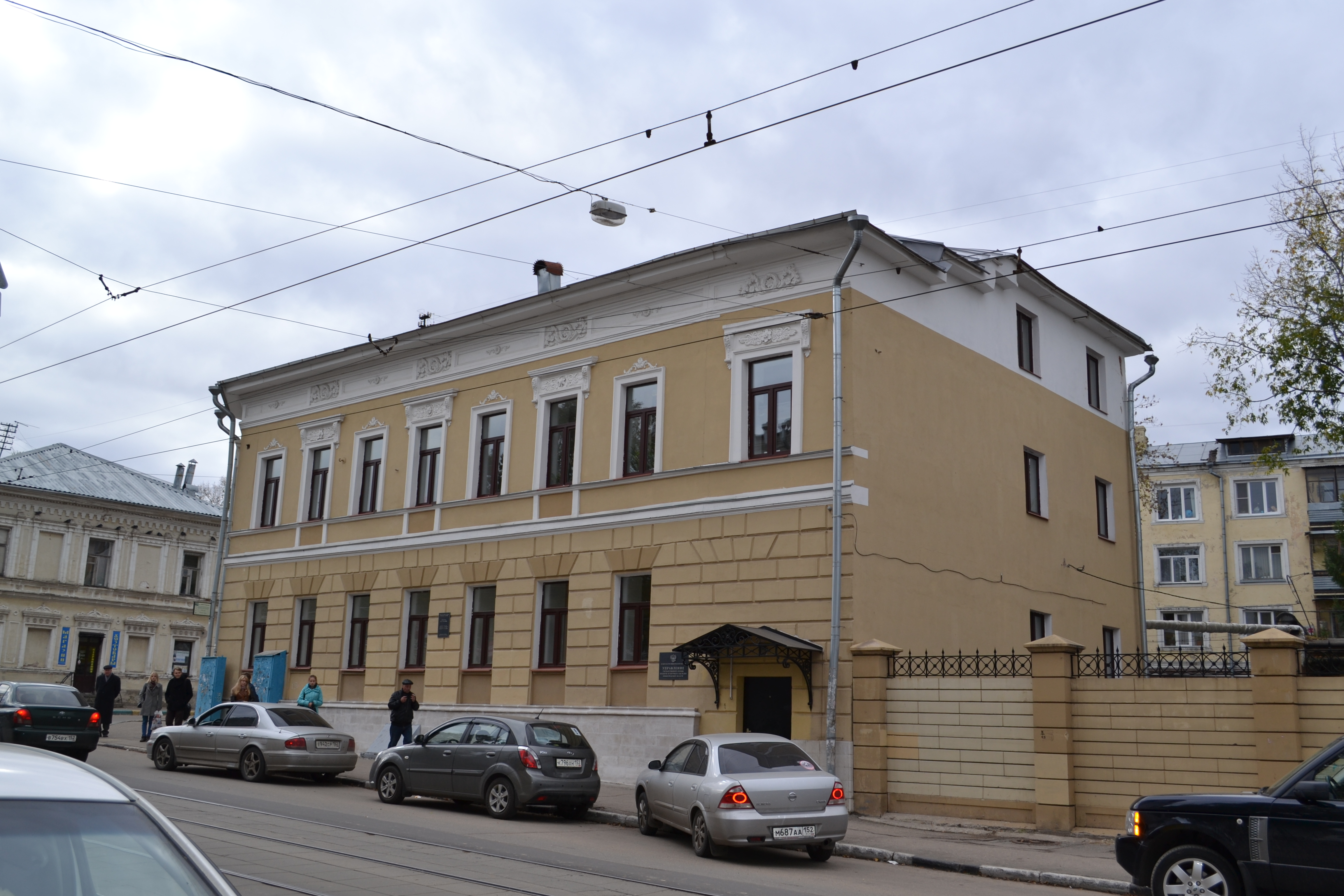
Vue de 3/4.

Les fondations sont posées en mai 1843; mais à cause de difficultés financières Poltanov fait retarder les travaux. Ils sont terminés en 1846. La maison reçoit une rustication carrée au rez-de-chaussée, des architraves avec des moulures en stuc d'un motif complexe, des ornement dans la frise sous la corniche du premier étage.
Le plan de la ville de 1853 montre une demeure de ville de dimensions moyennes avec des annexes de bois. En 1874, une entrée en pierre est ajoutée à la façade nord de la maison, là où se trouvait auparavant l'entrée principale. La maison conserve cet aspect jusque dans les années 1970. La famille Poltanov conserve la propriété de cette maison jusqu'au début du XXe siècle. C'est dans cette maison de maître qu'est né l'architecte Alexeï Nikolaïevitch Poltanov.
La maison est nationalisée en 1918 et sert pendant la période soviétique à divers usages sociaux. Dans les années 1960-1970, il y avait une clinique municipale. Dans les années 1970, l'on construit un deuxième étage du côté de la cour. Dans les années 1990, il y avait un poste sanitaire épidémiologique.